# Prefetti della provincia di Brindisi
Elenco completo dei prefetti della provincia di Brindisi.

## Regno d'Italia
- Ernesto Perez (14 dicembre 1928 - 16 agosto 1930)
- Francesco Rosso (16 agosto 1930 - 31 luglio 1932)
- Marino Mutinelli (1º agosto 1932 - 14 settembre 1934)
- Silvio Ghidolfi (15 settembre 1934 - 16 giugno 1941)
- Giovambattista Pontiglione (16 giugno 1941 - 29 marzo 1944)
- Francesco Guasco (30 marzo 1944 - 24 agosto 1944)
- Enrico Cavalieri (25 agosto 1944 - 31 maggio 1947)

## Repubblica italiana
- Paolo Strano (01/06/1947 - 09/08/1948)
- Giuseppe Cuzzanti (10/08/1948 - 09/02/1949)
- Potito Chieffo (10/02/1949 - 08/10/1951)
- Leonardo Donato (11/10/1951 - 22/10/1954)
- Alberto Novello (31/10/1954 - 07/10/1958)
- Gildo Marchione (08/10/1958 - 10/10/1961)
- Pietro Tedesco (11/10/1961 - 25/10/1963)
- Santi Cappellani (26/10/1963 - 13/12/1964)
- Ciro Conte (14/12/1964 - 13/06/1966)
- Gennaro De Campora (14/06/1966 - 14/07/1974)
- Leopoldo Carneglia (15/07/1974 - 31/08/1976)
- Oreste Goffredi (01/10/1976 - 31/10/1977)
- Benedetto Negri (16/01/1978 - 31/10/1983)
- Giuseppe Mazzitello (01/11/1983 - 02/01/1991)
- Antonio Barrel (07/01/1991 - 14/06/1993)
- Andrea Gentile (01/09/1993 - 26/10/1998)
- Stefano Narduzzi (26/10/1998 - 02/12/2001)
- Giuseppe Amoroso (03/12/2001 - 08/06/2003)
- Cesare Ferri (10/06/2003 - 09/01/2006)
- Mario Tafaro (10/01/2006 - 19/08/2008)
- Domenico Cuttaia (20/08/2008 - 04/08/2010)
- Nicola Prete (30/08/2010 - 30/11/2015)
- Annunziato Vardè (11/01/2016 - 29/05/2017)
- Valerio Valenti (29 maggio 2017 - 3 febbraio 2019)
- Umberto Guidato (3 febbraio 2019 - 29 settembre 2020)
- Carolina Bellantoni (3 novembre 2020 - 8 gennaio 2023)
- Michela Savina La Iacona (9 gennaio 2023 - 7 aprile 2024)
- Luigi Carnevale (dall'8 aprile 2024)